# Heuilley-le-Grand
Heuilley-le-Grand é uma comuna francesa na região administrativa de Grande Leste, no departamento de Haute-Marne. Estende-se por uma área de 12,22 km². Em 2010 a comuna tinha 208 habitantes (densidade: 17 hab./km²).